# Dicladanthera
Dicladanthera là chi thực vật có hoa trong họ Acanthaceae.